# Патрісіо Аркес
Патрісіо Аркес (ісп. Patricio Arquez; нар. 12 квітня 1980) — колишній аргентинський тенісист.
Найвищу одиночну позицію світового рейтингу — 222 місце досяг 10 вересня 2001, парну — 300 місце — 9 липня 2001 року.

## Титули ITF Ф'ючерс

### Одиночний розряд: (2)
| Ранг | Дата     | Турнір                | Покриття | Суперник       | Рахунок     |
| ---- | -------- | --------------------- | -------- | -------------- | ----------- |
| 1.   | Вер 2000 | Болівія F1, Ла-Пас    | Ґрунт    | Мігель Міранда | 6–3, 7–6(4) |
| 2.   | Вер 2000 | Болівія F2, Кочабамба | Ґрунт    | Феліпе Парада  | 6–4, 6–4    |

### Парний розряд: (3)
| Ранг | Дата     | Турнір                 | Покриття | Партнер               | Суперники                          | Рахунок     |
| ---- | -------- | ---------------------- | -------- | --------------------- | ---------------------------------- | ----------- |
| 1.   | Сер 2000 | Перу F1, Ліма          | Ґрунт    | Ігнасіо Гонсалес Кінґ | Карлос Берлок Федеріко Кардіналі   | 7–5, 6–1    |
| 2.   | Жов 2000 | Парагвай F2, Асунсьйон | Ґрунт    | Ігнасіо Гонсалес Кінґ | Даніель Карассіоло Науель Фракассі | 6–3, 6–1    |
| 3.   | Кві 2003 | Чилі F1, Сантьяго      | Ґрунт    | Себастьян Декуд       | Франсіско Кабельйо Адріан Гарсія   | 6–2, 7–6(6) |